# Predicción de movimiento
La predicción de movimiento es la técnica por la cual, basándose en los datos previos de movimiento de un elemento en un entorno, se predice qué movimiento hará en el futuro.
Esta técnica es muy utilizada en juegos en red, en los que, debido a las latencias entre los diferentes jugadores ubicados en distintos ordenadores conectados a la misma partida, a menudo el servidor deja de recibir información con lo que el personaje que controla dicho jugador se queda congelado para los demás jugadores. Esto puede repercutir en la calidad de juego para el resto de jugadores que ven cómo algunos jugadores se mueven a saltos, algo muy poco natural. Para evitar eso el servidor calcula cuál es la posición más probable cuando deja de recibir información, una vez recibe dicha información corrige la posición. Así se consigue algo más de fluidez en el movimiento de los personajes.
Esta técnica fue introducida en el juego Quake.
- Datos: Q5395649